# Wereldkampioenschappen schermen 1983
De 33ste wereldkampioenschappen schermen werden gehouden in Wenen, Oostenrijk van 20 tot 30 juli 1983. De organisatie lag in de handen van de FIE.

## Resultaten

### Mannen
| Onderdeel          | Goud                                                                                  | Goud | Zilver                                                          | Zilver | Brons                                                                               | Brons |
| ------------------ | ------------------------------------------------------------------------------------- | ---- | --------------------------------------------------------------- | ------ | ----------------------------------------------------------------------------------- | ----- |
| Floret individueel | Alexander Romankov                                                                    | URS  | Matthias Gey                                                    | FRG    | Marian Sypniewski                                                                   | POL   |
| Degen individueel  | Elmar Borrmann                                                                        | FRG  | Daniel Giger                                                    | SUI    | Angelo Mazzoni                                                                      | ITA   |
| Sabel individueel  | Vasil Etropolski                                                                      | BUL  | Gianfranco Dalla Barba                                          | ITA    | Christo Etropolski                                                                  | BUL   |
| Floret ploegen     | Harald Hein Matthias Behr Klaus Reichert Frank Beck Matthias Gey                      | FRG  | Adrian Germanus Klaus Kotzmann Hartmuth Behrens Jens Howe       | GDR    | Ignacio González Pedro Hernández Efigenio Favier                                    | CUB   |
| Degen ploegen      | Olivier Lenglet Philippe Boisse Michel Salesse Jean-Michel Henry                      | FRA  | Alexander Pusch Elmar Borrmann Rafael Nickel Volker Fischer     | FRG    | Sandro Cuomo Roberto Manzi Stefano Bellone Angelo Mazzoni                           | ITA   |
| Sabel ploegen      | Andrej Alsjan Georgi Pogossov Viktor Krovopoeskov Michail Boertsev Khoussein Ismailov | URS  | Imre Bujdosó Imre Gedővári György Nébald György Varga Imre Abay | HUN    | Giovanni Scalzo Michele Maffei Ferdinando Meglio Gianfranco Dalla Barba Marco Marin | ITA   |

### Vrouwen
| Onderdeel          | Goud                                                                | Goud | Zilver                                                                     | Zilver | Brons                                                         | Brons |
| ------------------ | ------------------------------------------------------------------- | ---- | -------------------------------------------------------------------------- | ------ | ------------------------------------------------------------- | ----- |
| Floret individueel | Dorina Vaccaroni                                                    | ITA  | Carola Cicconetti                                                          | ITA    | Luan Jujie                                                    | CHN   |
| Floret ploegen     | Dorina Vaccaroni Carola Cicconetti Anna Rita Sparaciari Clara Mochi | ITA  | Cornelia Hanisch Ingrid Losert Sabine Bischoff Ute Wessel Christiane Weber | FRG    | Edit Kovács Zsuzsanna Jánosi Katalin Győrffy Gertrúd Stefanek | HUN   |

## Medaillespiegel
| Plaats | Land           | Goud | Zilver | Brons | Totaal |
| 1      | West-Duitsland | 2    | 3      | 0     | 5      |
| 2      | Italië         | 2    | 2      | 3     | 7      |
| 3      | Sovjet-Unie    | 2    | 0      | 0     | 2      |
| 4      | Bulgarije      | 1    | 0      | 1     | 2      |
| 5      | Frankrijk      | 1    | 0      | 0     | 1      |
| 6      | Hongarije      | 0    | 1      | 1     | 2      |
| 7      | Oost-Duitsland | 0    | 1      | 0     | 1      |
| 7      | Zwitserland    | 0    | 1      | 0     | 1      |
| 9      | China          | 0    | 0      | 1     | 1      |
| 9      | Cuba           | 0    | 0      | 1     | 1      |
| 9      | Polen          | 0    | 0      | 1     | 1      |
| Totaal | Totaal         | 8    | 8      | 8     | 24     |

1937 · 1938 · 1947 · 1948 · 1949 · 1950 · 1951 · 1952 · 1953 · 1954 · 1955 · 1956 · 1957 · 1958 · 1959 · 1961 · 1962 · 1963 · 1965 · 1966 · 1967 · 1969 · 1970 · 1971 · 1973 · 1974 · 1975 · 1977 · 1978 · 1979 · 1981 · 1982 · 1983 · 1985 · 1986 · 1987 · 1988 · 1989 · 1990 · 1991 · 1992 · 1993 · 1994 · 1995 · 1997 · 1998 · 1999 · 2000 · 2001 · 2002 · 2003 · 2004 · 2005 · 2006 · 2007 · 2008 · 2009 · 2010 · 2011 · 2012 · 2013 · 2014 · 2015 · 2016 · 2017 · 2018 · 2019 · 2022 · 2023